# Anthophora croceitarsis
Anthophora croceitarsis är en biart som beskrevs av Gussakovsky 1935. Anthophora croceitarsis ingår i släktet pälsbin, och familjen långtungebin. Inga underarter finns listade i Catalogue of Life.